# Kehar Singh Gill
Kehar Singh Gill (u MOO-ovim dokumentima kao "Kher") (? — ?) je bivši indijski hokejaš na travi. Rodom je bio iz sikhske obitelji.
Osvojio je zlatno odličje na hokejaškom turniru na Olimpijskim igrama 1928. u Amsterdamu igrajući za Britansku Indiju. 
Ovaj igrač je na OI 1928. vjerojatno bio samo dijelom sastava odnosno pričuvom. MOO ga u svojim bazama podataka vodi kao osvajača odličja. Ako je i zašto je mogao primiti odličja nije poznato sa sigurnošću. 